# Svojšice (district de Pardubice)
Pour les articles homonymes, voir Svojšice.
Svojšice (en allemand : Swojschitz) est une commune du district de Pardubice, dans la région de Pardubice, en République tchèque. Sa population s'élevait à 284 habitants en 2024.

## Géographie
Svojšice se trouve à 6 km à l'ouest-nord-ouest de Heřmanův Městec, à 16 km au sud-ouest de Pardubice, à 32 km au sud-ouest de Hradec Králové et à 85 km à l'est-sud-est de Prague.
La commune est limitée par Choltice et Chrtníky au nord, par Svinčany à l'est, par Stojice au sud et par Holotín à l'ouest.

## Histoire
La première mention écrite de la localité date de 1365.

## Galerie

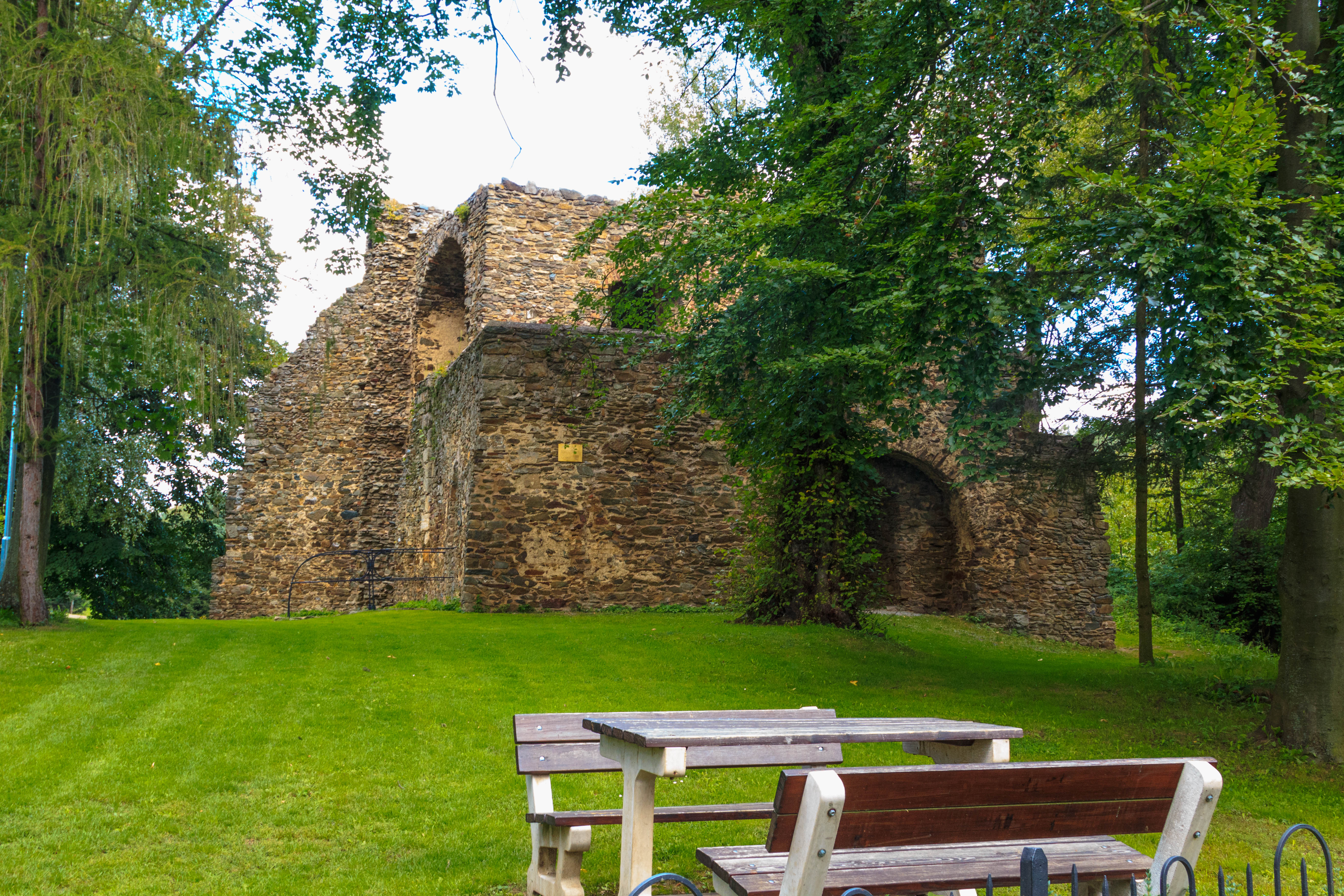
Forteresse de Svojšice.
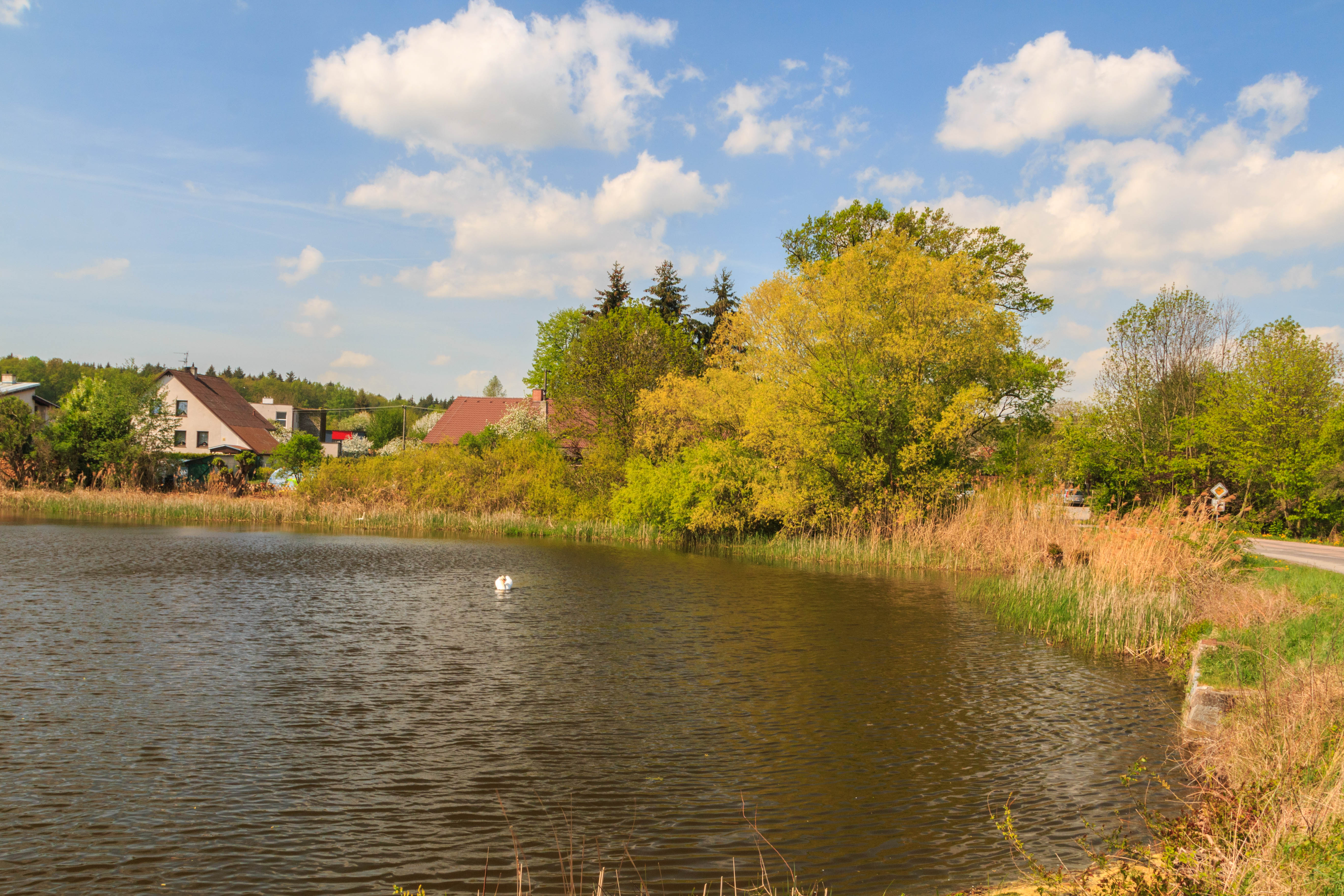
Étang de Svojšice.

## Transports
Par la route, Svojšice se trouve à 5,5 km de Heřmanův Městec, à 19 km de Pardubice et à 114 km de Prague. 